# Synagoge (Jarmolynzi)

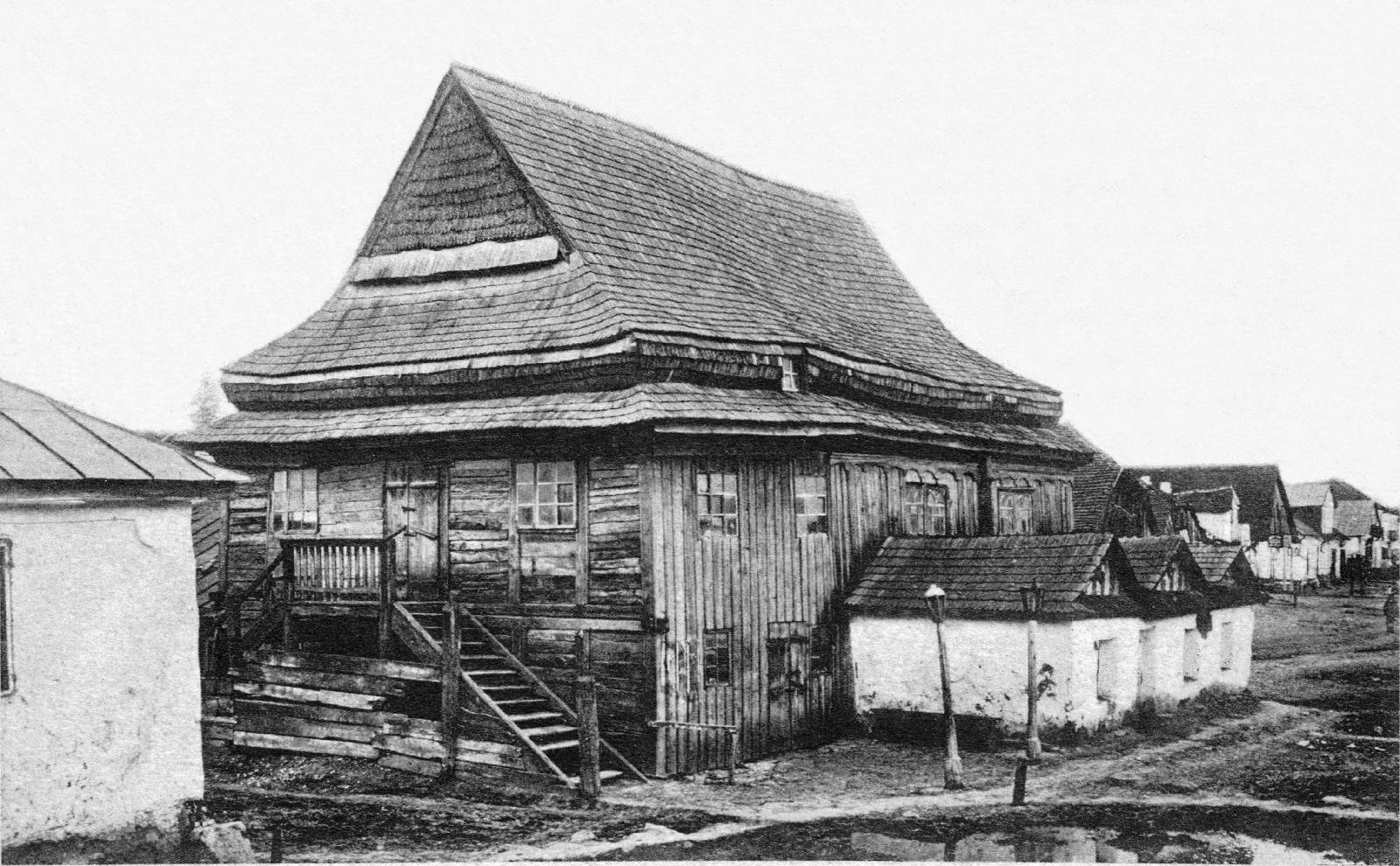
Synagoge in Jarmolynzi (1915)

Die gegen Ende des 17. Jahrhunderts (oder zu Beginn des 18. Jahrhunderts) erbaute Synagoge in Jarmolynzi, einem Ort in der ukrainischen Oblast Chmelnyzkyj wurde im Ersten Weltkrieg zerstört. Die letzten vorhandenen Bilder stammen von 1915. Sie war im Laufe der Jahre erweitert und teilweise umgebaut worden.

## Beschreibung
Die Haupthalle (der Männergebetsraum) war nahezu quadratisch. Im Westen war davor ein Vestibül (mit Eingang von der Südwestseite) sowie darüber ein Frauengebetsraum. Zugang zu diesem war über zwei symmetrisch angebrachte, äußere Treppen. Es kann sein, dass die Synagoge ursprünglich  nur aus dem Hauptraum bestand und Vestibül sowie Frauenräume spätere Anbauten waren.
Das ganze Gebäude war von einem einheitlichen Fußwalmdach bedeckt. Darunter war noch ein breiter, leicht abgesetzter Dachüberstand. Die Haupthalle hatte Zwillingsfenster, der Rest hatte kleinere rechteckige Fenster.
Entlang der Südseite befanden sich drei kleinere gemauerte Anbauten. Durch ihre quer zur Wand stehenden Giebeldächer wurden die Fenster zur Haupthalle nicht verdeckt. Auf Bildern wenige Jahre vorher befand sich hier ein länglicher Anbau mit Pultdach, der einen leicht verfallenen Eindruck macht. Ein weiterer.Anbau befand sich entlang der Nordwand.

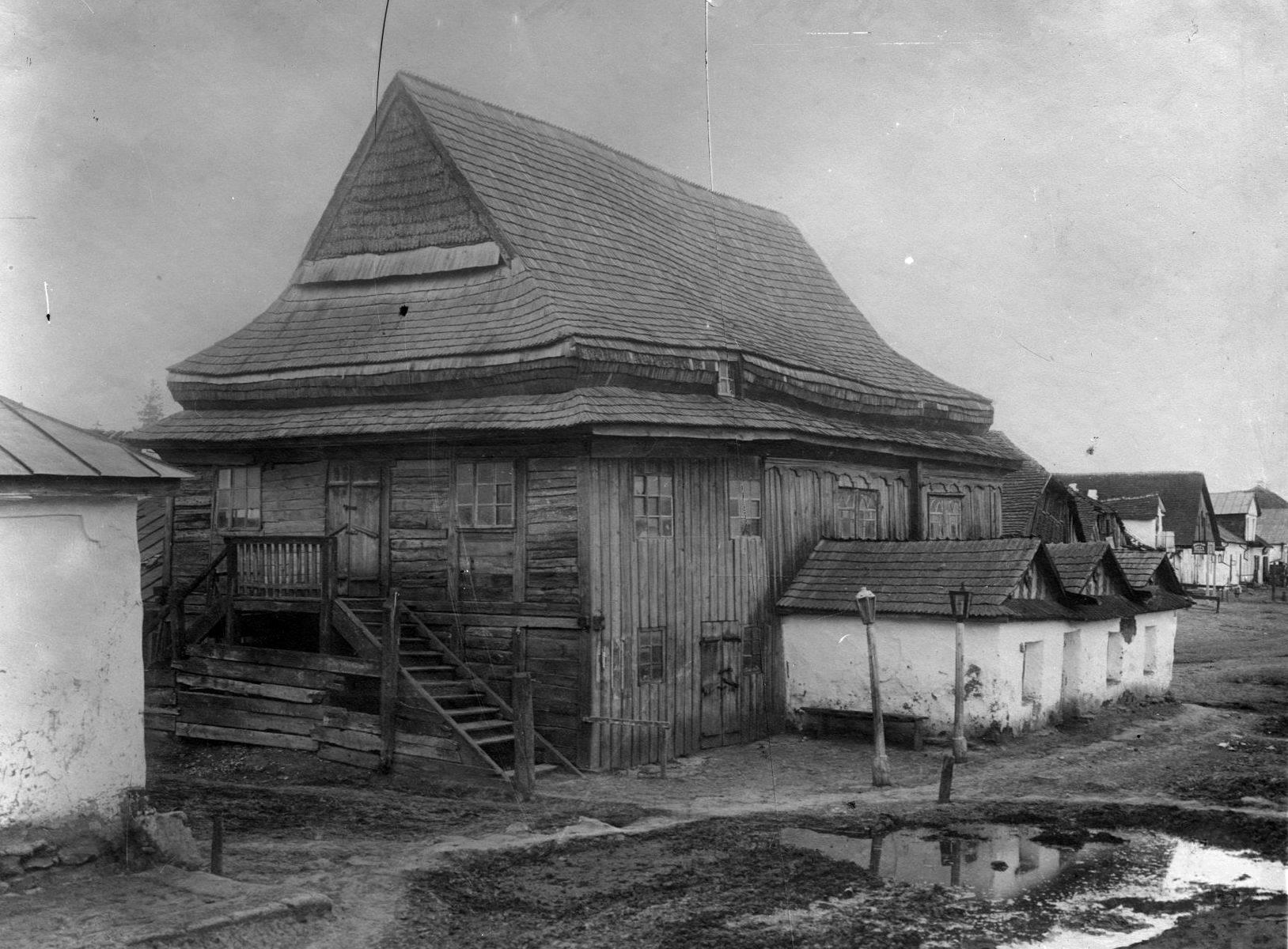
Blick von Südwesten, 1915
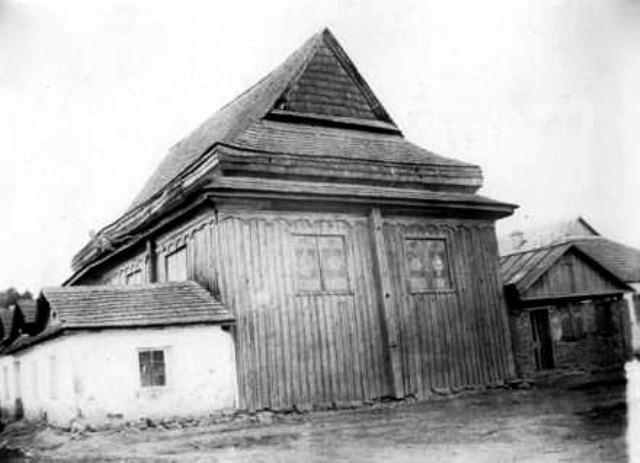
Blick von Osten, 1915
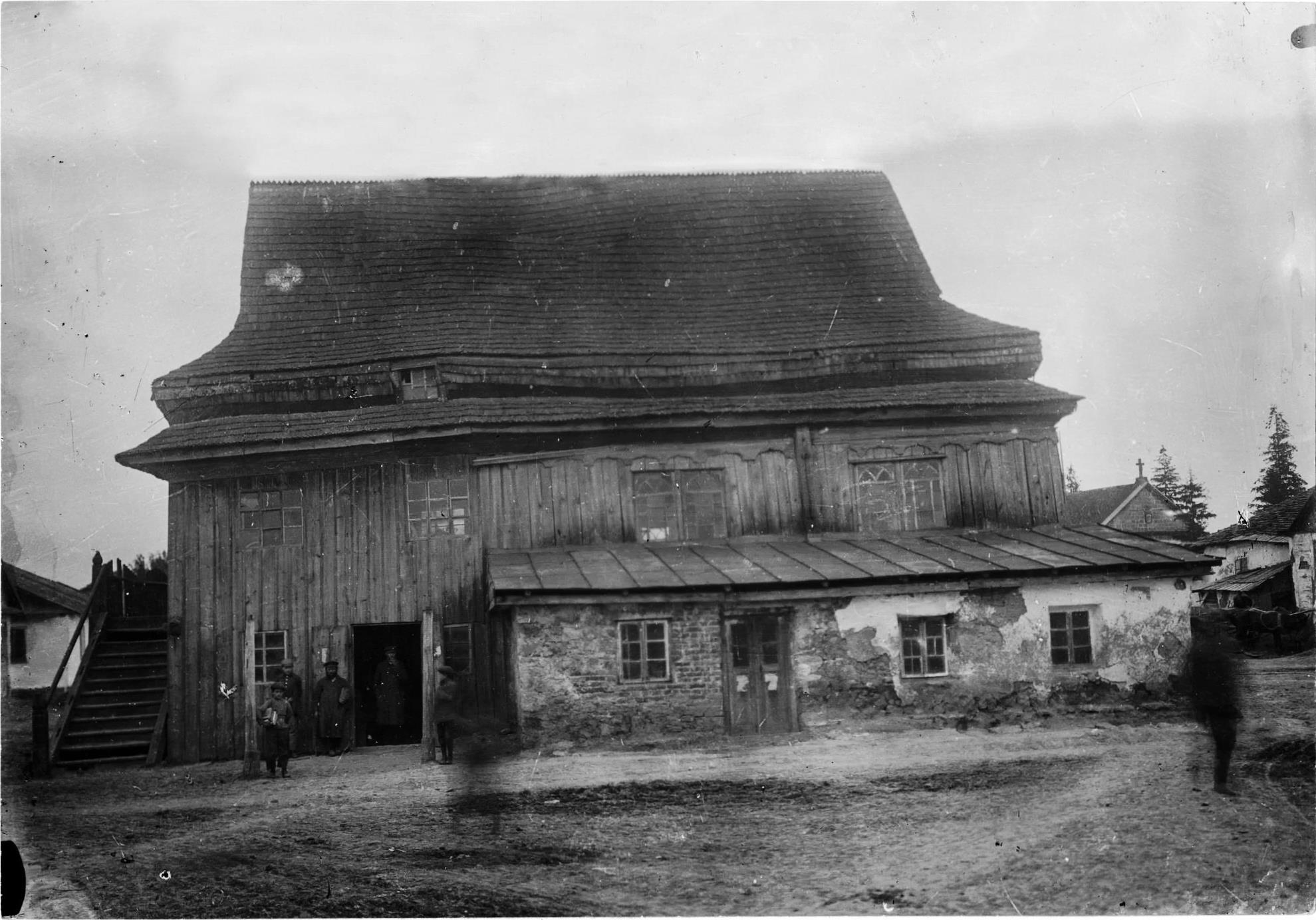
Blick von Süden, 1912– 1914
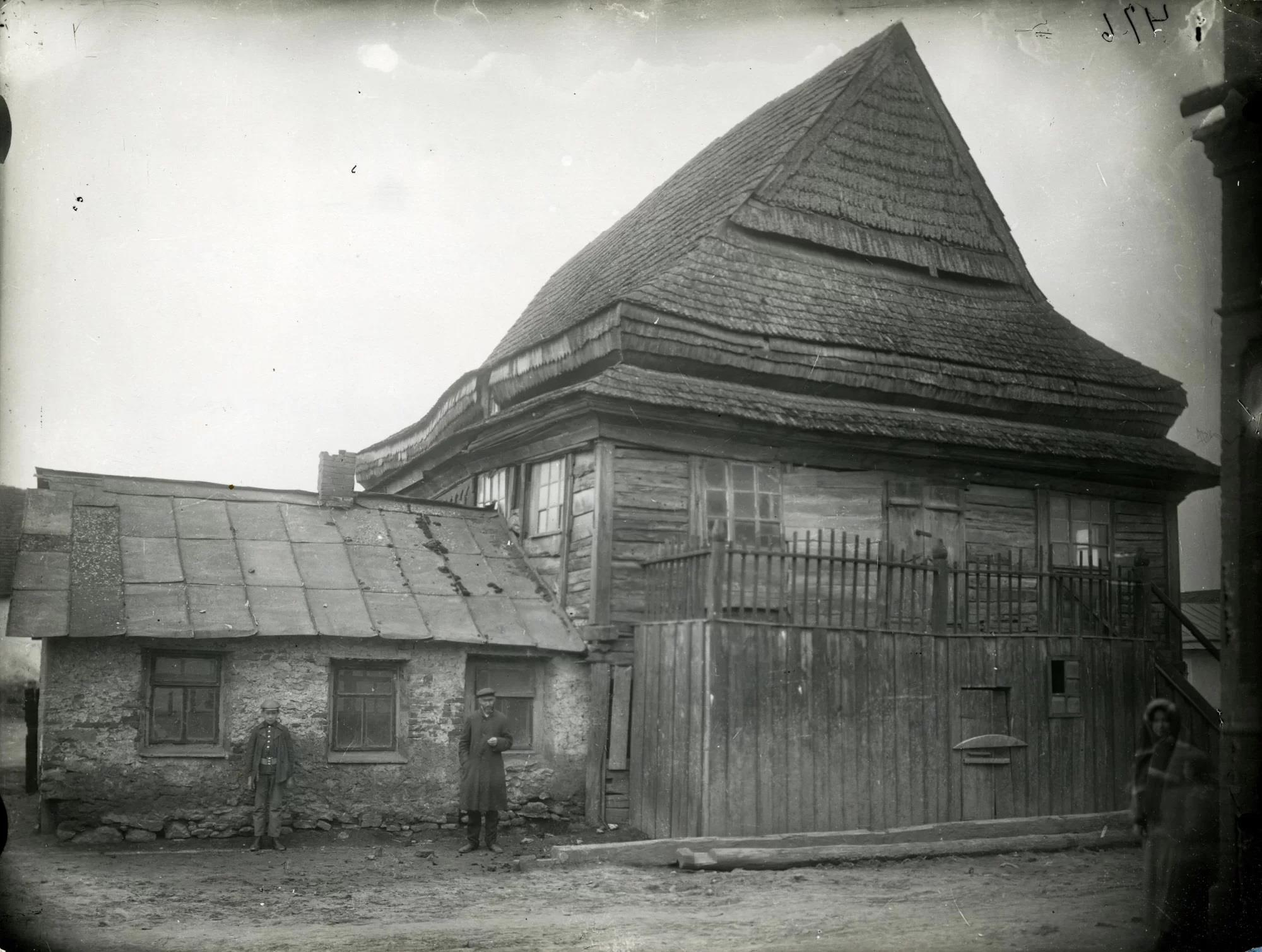
Blick von Westen, 1912– 1914